# عصابات السجن
عصابات السجن هي منظمة إجرامية لها كيان مؤسساتي تنشط ضمن نظام السجون والإصلاحيات، عضويتها تقييدية وحصرية، وغالبا ما تتطلب التزاما مدى الحياة.
ويستخدم مسؤولو السجون وغيرهم من العاملين في مجال القانون اسم "security threat group" أي «مجموعة التهديد الأمني» ويشار إليها ب ("STG").

## أنظر كذلك
- نوسترا فاميليا
- نورتينوس
- عصابة الخليج